# Hrabstwo Lincoln (Nebraska)
Hrabstwo Lincoln (ang. Lincoln County) – hrabstwo w stanie Nebraska w Stanach Zjednoczonych. Obszar całkowity hrabstwa obejmuje powierzchnię 2 575,139 mil2 (6 669,58 km²). Według danych z 2010 r. hrabstwo miało 36 288 mieszkańców. Hrabstwo powstało w 1860 roku i nosi imię Abrahama Lincolna - szesnastego prezydenta Stanów Zjednoczonych.

## Sąsiednie hrabstwa
- Hrabstwo Logan (północny wschód)
- Hrabstwo Custer (wschód)
- Hrabstwo Dawson (wschód)
- Hrabstwo Frontier (południowy wschód)
- Hrabstwo Hayes (południowy zachód)
- Hrabstwo Perkins (zachód)
- Hrabstwo Keith (zachód)
- Hrabstwo McPherson (północny zachód)

## Miasta
- North Platte

## Wioski
- Brady
- Hershey
- Maxwell
- Sutherland
- Wallace
- Wellfleet